# Lijst van steden en dorpen in de Alblasserwaard
De lijst van steden en dorpen in de Alblasserwaard bevat de steden, dorpen en buurtschappen die zich in de Alblasserwaard bevinden, een streek in het zuidoosten van de provincie Zuid-Holland en het zuidwesten van de provincie Utrecht. De Alblasserwaard bestaat sinds 2019 uit zeven gemeenten: Alblasserdam, Gorinchem, Hardinxveld-Giessendam, Molenlanden , Papendrecht, Sliedrecht en Vijfheerenlanden.

## A
- Alblasserdam (gemeente Alblasserdam)
- Ameide (gemeente Vijfheerenlanden)

## B
- Baanhoek (gemeente Sliedrecht)
- Bleskensgraaf (gemeente Molenlanden)
- Boven-Hardinxveld (gemeente Hardinxveld-Giessendam)
- Brandwijk (gemeente Molenlanden)
- Broek (gemeente Vijfheerenlanden)

## D
- De Donk (gemeente Molenlanden)
- De Kooi (gemeente Gorinchem)
- Den Dool (gemeente Molenlanden)

## E
- Elshout (gemeente Molenlanden) [4]

## G
- Gelkenes (gemeente Molenlanden)
- Giessen-Nieuwkerk (gemeente Molenlanden) [5]
- Giessen-Oudekerk (gemeente Molenlanden)
- Giessenburg (gemeente Molenlanden)
- Giessendam (gemeente Hardinxveld-Giessendam)
- Gijbeland (gemeente Molenlanden)
- Gorinchem (gemeente Gorinchem)
- Goudriaan (gemeente Molenlanden)
- Graafland (gemeente Molenlanden)
- Groot-Ammers (gemeente Molenlanden)

## H
- Hardinxveld-Giessendam (gemeente Hardinxveld-Giessendam)
- Hofwegen (gemeente Molenlanden)
- Hoogblokland (gemeente Molenlanden)
- Hoogewaard (gemeente Vijfheerenlanden)
- Hoornaar (gemeente Molenlanden)

## K
- Kinderdijk (gemeente Molenlanden)
- Kooiwijk (gemeente Molenlanden)
- Kortland (gemeente Alblasserdam)

## L
- Langerak (gemeente Molenlanden)
- Liesveld (gemeente Molenlanden)

## M
- Matena (gemeente Papendrecht)
- Meerkerk (gemeente Vijfheerenlanden)[6]
- Minkeloos (gemeente Molenlanden)
- Molenaarsgraaf (gemeente Molenlanden)

## N
- Neder-Hardinxveld (gemeente Hardinxveld-Giessendam)
- Nederslingeland (gemeente Molenlanden) [7]
- Nieuw-Lekkerland (gemeente Molenlanden)
- Nieuwpoort (gemeente Molenlanden)
- Noordeloos (gemeente Molenlanden)

## O
- Oosteind (gemeente Papendrecht)
- Ottoland (gemeente Molenlanden)
- Oud-Alblas (gemeente Molenlanden)
- Overslingeland (gemeente Molenlanden)

## P
- Papendrecht (gemeente Papendrecht)
- Peursum (gemeente Molenlanden)
- Pinke(n)veer (gemeente Molenlanden)

## S
- Schelluinen (gemeente Molenlanden)
- Sliedrecht (gemeente Sliedrecht)
- Sluis (gemeente Vijfheerenlanden)
- Streefkerk (gemeente Molenlanden)

## T
- Tienhoven aan de Lek (gemeente Vijfheerenlanden)

## V
- Vuilendam (gemeente Molenlanden)

## W
- Waal (gemeente Molenlanden)
- Wijngaarden (gemeente Molenlanden)